# Amata polyxio
Amata polyxio là một loài bướm đêm thuộc phân họ Arctiinae, họ Erebidae.